# Wirtschaft Österreichs
Die Wirtschaft Österreichs ist nach den Prinzipien einer sozialen Marktwirtschaft geregelt. Seit 1995 ist Österreich Vollmitglied in der Europäischen Union. In einer Reihung nach Bruttoinlandsprodukt pro Kopf lag Österreich 2013 weltweit an 11. Stelle, gemessen am Bruttonationaleinkommen (Stand 2004) an 21. Stelle. Im Vergleich mit dem durchschnittlichen BIP pro Kopf der EU erreichte Österreich 2016 einen Index von 127 (EU25=100).
An der gesamtwirtschaftlichen Leistung hat der Dienstleistungssektor einen gerundeten Anteil von 68 %, der Industrielle Sektor von 30 % und auf Land- und Forstwirtschaft entfallen 2 %. Mit Pro-Kopf-Einnahmen von über 2.000 Euro (2017) spielt der Tourismus in Österreich eine wesentliche Rolle.
Laut Angaben des globalen Wettbewerbsfähigkeitsindex des Weltwirtschaftsforums rangiert Österreich im Jahr 2019 auf Platz 21 (von 141 Staaten) der wettbewerbsfähigsten Länder der Welt.

## Geschichte
→ Historischer Hintergrund: Geschichte Österreichs

### Frühgeschichte

#### Handelsstraßen
Aufgrund der geografischen Lage Österreichs im Zentrum Europas waren hier bereits in der Urgeschichte eine Reihe wichtiger Kreuzungspunkte von Handelsstraßen, die einerseits die Wasserwege (Donau, March, Inn und viele mehr) und andererseits die Alpenpässe (Brenner, Radstädter Tauernpass u. a.) nutzten.
Einige dieser Straßen querten Österreich, wobei entlang ihrer Route der Handel gefördert wurde, andere nahmen hier ihren Ausgang, um die eigenen Rohstoffe zu exportieren.
- Die Bernsteinstraße verlief auf verschiedenen Routen von Norden nach Süden durch Österreich.
- Salzstraßen
- Eisenstraße

#### Rohstoffabbau
Aufgrund der geologischen Gegebenheiten war das Gebiet des heutigen Österreichs bereits in der Vorgeschichte reich an Bodenschätzen, die abgebaut und mit denen Handel getrieben wurde.
Salz
Salz wurde aufgrund seiner Bedeutung auch Weißes Gold genannt und war eine begehrte Handelsware. In Hallstatt, im oberösterreichischen Salzkammergut gelegen, belegen Funde, dass Salzabbau bereits im Neolithikum betrieben wurde. Der wirtschaftliche Erfolg führte zur Ausprägung der einer ganzen Epoche namengebenden Hallstattkultur.
Bei Hallein, im Bundesland Salzburg wurde von den Kelten um 600 v. Chr. Salz im Untertagebau gewonnen.
Im Halltal abgebautes Salz war die Grundlage der Salzindustrie in Hall in Tirol seit dem 13. Jahrhundert.
Eisen
Am Erzberg in der Steiermark wird nachgewiesenermaßen seit dem 11. Jahrhundert n. Chr. Eisenerz abgebaut. Das im Umfeld reiche Angebot an Holz in Verbindung mit den zum Flößen notwendigen Wasserwegen förderte in der umliegenden Region die Entwicklung der Köhlereien und versorgte die Eisenindustrie mit der notwendigen Kohle. Das Norische Eisen war im Altertum wegen seiner hohen Güte begehrt. Es stammte in erster Linie aus der Gegend von Hüttenberg.
Gold
In Gastein wurde Gold von den Kelten im Tagbau oder durch Goldwaschen gewonnen. In der Römerzeit wurde Gold in den Tauern abgebaut
Wasser
Einerseits als Energieträger für Mühlen und andererseits als Transportmittel lieferten die zahlreichen Wasserwege in ganz Österreich eine bedeutende Infrastruktur.
Kupfer
Im Neolithikum wurde von den Kelten Kupfer im Ostalpenraum gewonnen, mit zunehmender Bedeutung des Kupfers in der Bronzezeit entstehen Wirtschaftszentren im Salzachtal bei Bischofshofen in Salzburg und in Tirol
Baumaterial
In Sankt Margarethen im Burgenland wurde von den Römern einer der größten bekannten Steinbrüche der Antike angelegt. Er versorgte sie mit dem für ihre rege Bautätigkeiten notwendigen Material.

### Österreichische Monarchie bis 1918
Als Folge der Napoleonischen Kriege und der im Frieden von Schönbrunn 1809 auferlegten Reparationszahlungen konnte Österreich Ende 1810 seinen Zahlungsverpflichtungen in Münzgeld nicht mehr nachkommen. Im Kaiserlichen Patent vom 20. Februar 1811 (Bankrottpatent) wurde der Zwangsumtausch der bisher im Umlauf befindlichen Banco-Zettel im Verhältnis 1:5 in Einlösungsscheine, der sogenannten Wiener Währung, verordnet. Verursacht durch die hohen Kriegskosten nahm die inflationäre Entwicklung weiterhin zu. Neues Papiergeld, Antizipationsscheine (vorweggenommene Steuereinnahmen) wurden gedruckt.
Nach dem Ende der Kriege wurde die Stabilisierung der Währungspolitik vorangetrieben und am 1. Juni 1816 die Privilegierte Oesterreichische Nationalbank, mit dem Privileg der Geldausgabe versehen, gegründet. Als eigenständige Aktiengesellschaft hatte sie eine, wenn auch geringe, Unabhängigkeit vom Finanzbedarf des Staates. Bis zum Revolutionsjahr 1848 konnte das Währungssystem stabil gehalten werden.
Infolge der Industrialisierung wurde auch der Bau eines österreichischen Eisenbahnnetzes begonnen. Die erste Strecke in Österreich, die Österreichische Nordbahn wurde am 23. November 1837 offiziell in Betrieb genommen und verband Wien mit Krakau. In den Folgejahren wurden die Bahnstrecken in Österreich stark ausgebaut, um die großen Städte des riesigen Reiches zu verbinden. Zu diesem Zweck wurden an private Investoren Konzessionen für die Errichtung und den Betrieb erteilt. Zugleich wurden mehrere Lokomotivfabriken errichtet. Als erste wurde 1839 die Lokomotivfabrik der StEG gegründet. Es folgten 1842 die Wiener Neustädter Lokomotivfabrik, die die größte der Monarchie war, und 1869 die Lokomotivfabrik Floridsdorf. Die kurzlebigste war die Mödlinger Lokomotivfabrik, die 1873 errichtet und bereits zwei Jahre später nach einer Wirtschaftskrise wieder geschlossen wurde. 1880 entstand durch die deutsche Lokomotivfabrik Krauss & Comp. am Standort Linz eine weitere Lokomotivfabrik in Österreich, siehe Lokomotivfabrik Krauss & Comp. Linz.
Am 1. Mai 1873 wurde die Wiener Weltausstellung im Prater von Kaiser Franz Joseph I. eröffnet. Bis 31. Oktober wurden mehr als sieben Millionen Besucher gezählt.
Ab ungefähr 1867 wurde in der Wirtschaft (siehe auch Gründerzeit) auch stark spekuliert. So kam es im Laufe der Jahre zu immer mehr Insolvenzen. Zu Beginn der Weltausstellung war man noch optimistisch, doch am Freitag, dem 8. Mai, auch Schwarzer Freitag genannt, kam es zum großen Wiener Börsenkrach von 1873. Allein an diesem Tag waren 120 Insolvenzen zu verzeichnen. Die Börsen brachen zusammen. Die wirtschaftlichen Folgen waren aber nicht so dramatisch wie befürchtet. Allerdings wurde der Glaube an den Liberalismus stark erschüttert.
Um 1900 erreichte auch das Kulturleben in der Monarchie seine größte Ausprägung. Neben bedeutenden Schriftstellern und Musikern zählten Österreicher auch im Filmwesen zu den Pionieren dieser Kunst.

### Wiederaufbau der Wirtschaft nach dem Zweiten Weltkrieg

Wiederaufbauarbeit in den „langen Fünfzigern“

1945 ersetzte der Schilling die Reichsmark als Zahlungsmittel. Bereits 1947 wurde aufgrund der hohen Inflation ein „neuer“ Schilling eingeführt. Das Tauschverhältnis betrug drei „alte“ für einen „neuen“ Schilling. Im Jahr 1946 wurde eine provisorische Regierung gebildet.
Am 2. Juli 1948 wurde das Abkommen zum Marshallplan zwischen den USA und Österreich geschlossen, nach dem Österreich die Mittel als Grants (Geschenk) in Form von Sachgütern bekam. Österreich gelang es als einzigem Land, auch für die sowjetisch besetzten Gebiete zu den Geldmitteln des Marshallplans zu kommen. Im Gegenzug musste Österreich den Schilling stabilisieren und den Staatshaushalt möglichst ausgeglichen gestalten. Die Sowjetunion ließ sich die Zustimmung in der alliierten Kommission durch einen anderen Wechselkurs ihrer Barvermögen abkaufen.
Die erhaltenen Waren mussten zum Inlandspreis verkauft werden. Die erzielten Geldmittel mussten auf ein Counterpart-Konto eingezahlt werden. Warenlieferungen erfolgten bis 1953 und erreichten einen Wert von ungefähr einer Milliarde Dollar. Dieses Konto wurde am 12. Juli 1962 in die Verfügungsgewalt des österreichischen Staates übergeben aus dem dann der privatwirtschaftlich geführte ERP-Fonds entstand.
Die Förderungen für Österreich waren europaweit am höchsten. Dafür gab es zwei Gründe: Einerseits war Österreich vor dem Zweiten Weltkrieg sehr schwach industrialisiert und musste erst eine Industrie errichten, andererseits musste Österreich wie Deutschland Reparationszahlungen an die Sowjetunion zahlen. Aufgrund dieser beiden Gründe galt Österreich als besonders förderungswürdig.

### Verstaatlichte Unternehmen
Durch die Verstaatlichung der Grundstoffindustrie 1946 und der Elektrizitätswirtschaft 1947 sollte eine solide Basis für einen wirtschaftlichen Aufschwung geschaffen werden, denn Privatinvestoren waren nach dem Zweiten Weltkrieg kaum vorhanden. Durch die Verstaatlichung wollte man auch einen etwaigen Zugriff der Alliierten auf das ehemals deutsche Eigentum unterbinden. Große Industriebetriebe, wie die ehemaligen Göring-Werke – nun Voestalpine – in Linz, wurden nach der Verstaatlichung mühevoll wieder aufgebaut. Die weitere Entwicklung der österreichischen Wirtschaft wurde daher sehr stark von staatlichen Unternehmen geprägt. Häufig wird kritisiert, dass die Folgen dieser Politik gewesen seien, dass diese Unternehmen enorme Defizite verursachten, weil auf ihrem Rücken viele politische Ziele, wie das Eindämmen der Arbeitslosigkeit, verfolgt wurden. In Wirklichkeit erwirtschaftete die verstaatlichte Industrie jahrzehntelang – bis zum Aufkommen der internationalen Stahlkrise, der weltweit auch ein großer Teil der Privatunternehmen zum Opfer fiel, Gewinne.
Für diese Unternehmen typisch war die Parteibuchwirtschaft. Als Spätfolge des österreichischen Bürgerkrieges der 1930er Jahre mussten zudem die oberen Positionen zwischen den zwei Großparteien genau aufgeteilt werden, was vor allem in den 1950er und 1960er Jahren sehr oft praktiziert wurde. 1967 wurde die ÖIAG (Österreichische Industrieholding AG) gegründet, in welche sämtliche Staatsbeteiligungen ausgelagert wurden.
In den 1990er Jahren begann man, die Staatsindustrie zu privatisieren, nachdem die verstaatlichte Industrie in den 80er Jahren schwer defizitär gewesen war und diese Krise auch im Intertrading-Skandal kulminierte. Dies hatte für viele Staatsbetriebe zur Folge, dass Teile geschlossen wurden, sie freier agieren und zudem gewinnbringend wirtschaften konnten. Viele Unternehmen wurden durch die Privatisierung auch ins Ausland verkauft. So geschehen beispielsweise bei der Lenzing AG, Böhler-Uddeholm, Berndorfer Metallwarenfabrik und auch VA Tech. Eine erneute Privatisierungswelle gab es unter Bundeskanzler Wolfgang Schüssel ab dem Jahr 2000, der das Motto "Mehr privat, weniger Staat" prägte. Dabei wurden die Austria Tabak, die P.S.K. und die BUWOG privatisiert, sowie auch die letzten Staatsanteile an der Voestalpine verkauft. Die Österreichische Post AG, Telekom Austria und Casinos Austria wurden teilprivatisiert.
Unter Schüssels Nachfolger Bundeskanzler Alfred Gusenbauer musste die Austrian Airlines privatisiert (an die Lufthansa verkauft) werden, um sie vor einem baldigen Bankrott zu bewahren.

## Wirtschaftsdaten

### Kennzahlen
Verschiedene makroökonomische Indikatoren der österreichischen Wirtschaft von 1980 bis 2021. Alle BIP-Werte sind in Euro angegeben. Inflation unter 2 % ist mit einem grünen Pfeil angegeben.
| Jahr | BIP (in Mrd. Euro) | BIP pro Kopf (in Euro) | BIP Wachstum (real) | Inflationsrate (in Prozent) | Arbeitslosenquote (in Prozent) | Staatsverschuldung (in % des BIP) |
| ---- | ------------------ | ---------------------- | ------------------- | --------------------------- | ------------------------------ | --------------------------------- |
| 1980 | 84,7               | 11227                  | ▲2,3 %              | ▲6,3 %                      | 1,6 %                          | k. A.                             |
| 1981 | ▲92,6              | ▲12.252                | ▼−0,1 %             | ▲6,8 %                      | ▲2,2 %                         | k. A.                             |
| 1982 | ▲100,2             | ▲13.241                | ▲1,9 %              | ▲5,4 %                      | ▲3,1 %                         | k. A.                             |
| 1983 | ▲107,0             | ▲14.187                | ▲2,8 %              | ▲3,3 %                      | ▲3,7 %                         | k. A.                             |
| 1984 | ▲111,2             | ▲14.746                | ▲0,3 %              | ▲5,7 %                      | ▲3,8 %                         | k. A.                             |
| 1985 | ▲117,3             | ▲15.543                | ▲2,2 %              | ▲3,2 %                      | ▼3,6 %                         | k. A.                             |
| 1986 | ▲122,5             | ▲16.211                | ▲2,3 %              | ▲1,7 %                      | ▼3,1 %                         | k. A.                             |
| 1987 | ▲127,6             | ▲16.868                | ▲1,7 %              | ▲1,4 %                      | ▲3,8 %                         | k. A.                             |
| 1988 | ▲133,4             | ▲17.608                | ▲1,0 %              | ▲1,9 %                      | ▼2,7 %                         | 57,4 %                            |
| 1989 | ▲144,0             | ▲18.965                | ▲3,9 %              | ▲2,2 %                      | ▼2,3 %                         | ▼56,3 %                           |
| 1990 | ▲155,9             | ▲20.394                | ▲4,3 %              | ▲2,8 %                      | ▲2,7 %                         | ▼55,9 %                           |
| 1991 | ▲166,7             | ▲21.623                | ▲3,4 %              | ▲3,1 %                      | ▲3,2 %                         | ▲56,1 %                           |
| 1992 | ▲174,1             | ▲22.324                | ▲2,1 %              | ▲3,4 %                      | ▲3,3 %                         | ▼56,0 %                           |
| 1993 | ▲179,2             | ▲22.729                | ▲0,5 %              | ▲3,2 %                      | ▲4,0 %                         | ▲60,6 %                           |
| 1994 | ▲187,4             | ▲23.634                | ▲2,4 %              | ▲2,7 %                      | ▼3,9 %                         | ▲63,7 %                           |
| 1995 | ▲196,4             | ▲24.712                | ▲2,7 %              | ▲1,6 %                      | ▲4,2 %                         | ▲67,9 %                           |
| 1996 | ▲204,8             | ▲25.734                | ▲2,4 %              | ▲1,8 %                      | ▲4,7 %                         | ▼67,8 %                           |
| 1997 | ▲212,7             | ▲26.695                | ▲2,1 %              | ▲1,2 %                      | ▲4,8 %                         | ▼63,1 %                           |
| 1998 | ▲222,8             | ▲27.932                | ▲3,6 %              | ▲0,8 %                      | ▼4,7 %                         | ▲68,8 %                           |
| 1999 | ▲234,0             | ▲29.276                | ▲3,6 %              | ▲0,5 %                      | ▼4,1 %                         | ▼61,1 %                           |
| 2000 | ▲247,4             | ▲30.875                | ▲3,4 %              | ▲2,0 %                      | ▼3,9 %                         | ▲65,7 %                           |
| 2001 | ▲256,1             | ▲31.849                | ▲1,3 %              | ▲2,3 %                      | ▲4,0 %                         | ▲66,4 %                           |
| 2002 | ▲264,4             | ▲32.717                | ▲1,7 %              | ▲1,7 %                      | ▲4,4 %                         | ▲67,0 %                           |
| 2003 | ▲272,2             | ▲33.527                | ▲0,9 %              | ▲1,3 %                      | ▲4,8 %                         | ▼64,9 %                           |
| 2004 | ▲287,1             | ▲35.147                | ▲2,7 %              | ▲2,0 %                      | ▲5,9 %                         | ▼64,8 %                           |
| 2005 | ▲302,8             | ▲36.811                | ▲2,2 %              | ▲2,1 %                      | ▲6,0 %                         | ▲68,3 %                           |
| 2006 | ▲322,9             | ▲39.055                | ▲3,5 %              | ▲1,7 %                      | ▼5,6 %                         | ▼67,0 %                           |
| 2007 | ▲344,0             | ▲41.469                | ▲3,7 %              | ▲2,2 %                      | ▼5,2 %                         | ▼64,7 %                           |
| 2008 | ▲355,7             | ▲42.746                | ▲1,5 %              | ▲3,2 %                      | ▼4,4 %                         | ▲68,4 %                           |
| 2009 | ▼344,5             | ▼41.301                | ▼−3,8 %             | ▲0,4 %                      | ▲5,7 %                         | ▲79,6 %                           |
| 2010 | ▲355,1             | ▲42.466                | ▲1,8 %              | ▲1,7 %                      | ▼5,2 %                         | ▲82,4 %                           |
| 2011 | ▲373,0             | ▲44.469                | ▲2,9 %              | ▲3,5 %                      | ▼4,9 %                         | ▼82,2 %                           |
| 2012 | ▲391,6             | ▲46.478                | ▲0,7 %              | ▲2,6 %                      | ▲5,2 %                         | ▼81,7 %                           |
| 2013 | ▲406,4             | ▲47.937                | ▬0,0 %              | ▲2,1 %                      | ▲5,4 %                         | ▼81,0 %                           |
| 2014 | ▲417,1             | ▲48.814                | ▲0,7 %              | ▲1,5 %                      | ▲6,0 %                         | ▲83,8 %                           |
| 2015 | ▲431,1             | ▲49.955                | ▲1,0 %              | ▲0,8 %                      | ▲6,2 %                         | ▲84,4 %                           |
| 2016 | ▲460,2             | ▲52.660                | ▲2,0 %              | ▲1,0 %                      | ▲6,5 %                         | ▼82,5 %                           |
| 2017 | ▲479,5             | ▲54.394                | ▲2,3 %              | ▲2,2 %                      | ▼5,9 %                         | ▼78,6 %                           |
| 2018 | ▲503,2             | ▲56.637                | ▲2,5 %              | ▲2,1 %                      | ▼5,2 %                         | ▼74,0 %                           |
| 2019 | ▲519,8             | ▲58.680                | ▲1,5 %              | ▲1,5 %                      | ▼4,8 %                         | ▼70,6 %                           |
| 2020 | ▼490,7             | ▼55.125                | ▼−6,7 %             | ▲1,4 %                      | ▲5,4 %                         | ▲83,3 %                           |
| 2021 | ▲534,6             | ▲59.759                | ▲4,6 %              | ▲2,8 %                      | ▲6,2 %                         | ▼82,9 %                           |

### Mergers & Acquisitions
Firmen und Investoren aus Österreich sind aktiv in Mergers und Acquisitions. (M&A). Seit 1991 wurden über 6.900 Mergers-&-Acquisitions-Transaktionen im Gesamtwert von 200 Mrd. EUR. Im Jahr 2016 wurden insgesamt über 280 Deals mit einem Wert von ca. 8 Mrd. EUR abgeschlossen. Außerdem ist Österreich in grenzübergreifenden Transaktionen als Investor wirksam.
Der Finanzsektor beinhaltet dabei die wertmäßig größten Deals, wohingegen im Industriesektor mit 19,2 % die meisten Deals durchgeführt werden.

Die Übernahme der Bank Austria AG durch die Bayerische Hypo- und Vereinsbank AG im Jahr 2000, stellt bis dato die größte Transaktion dar, mit einem Wert von 7,81 Mrd. EUR.

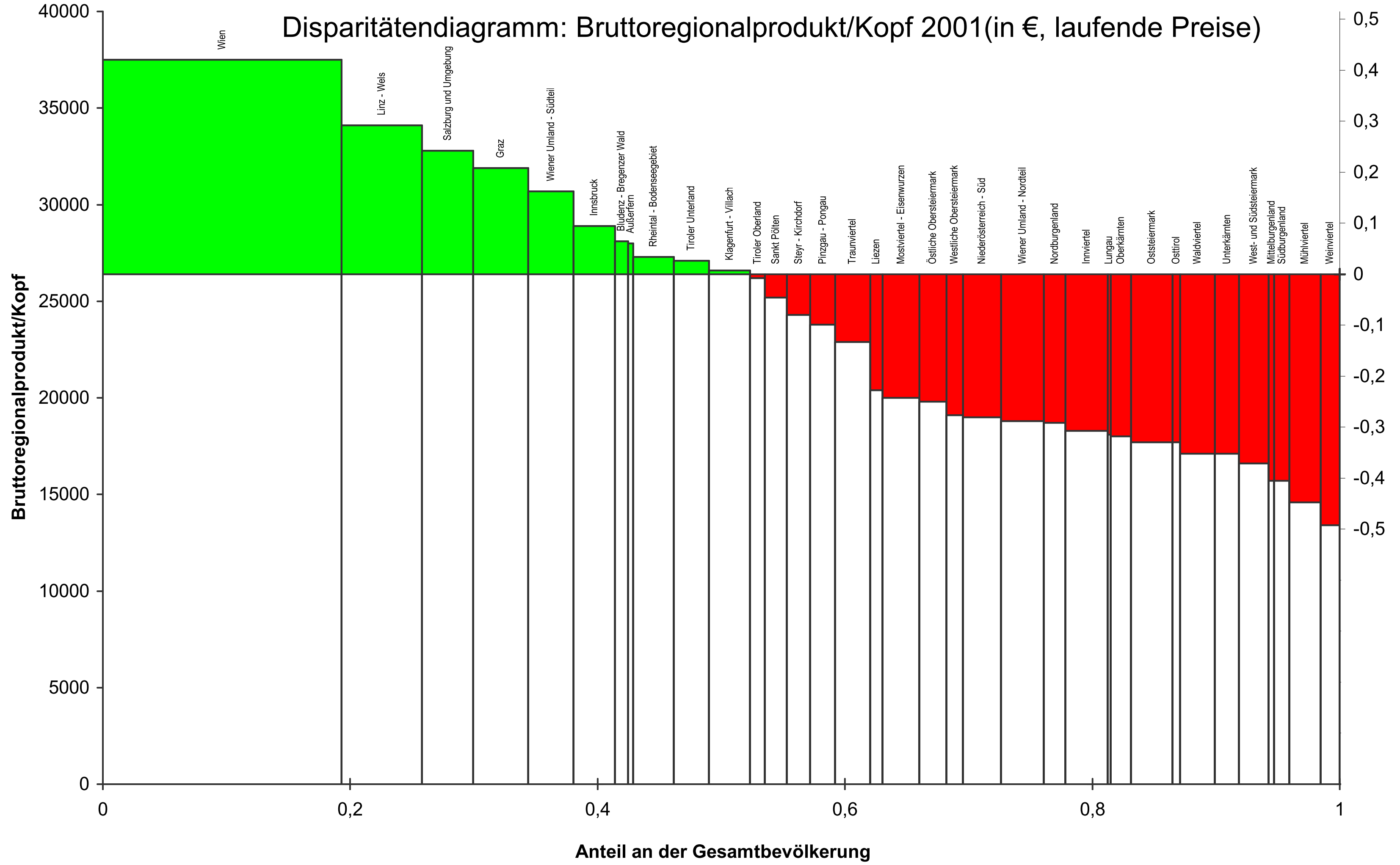
Unterschiedliche Wirtschaftskraft in den einzelnen NUTS3-Regionen (überdurchschnittlich: grün, unterdurchschnittlich: rot)

### Vermögensverteilung
Die Vermögen in Österreich sind nach einer Studie der Oesterreichischen Nationalbank stark ungleich verteilt. So verfügt ein Zehntel der Haushalte in Österreich über ein Nettovermögen von unter 1.000 Euro, rund die Hälfte der Haushalte besitzt weniger als 76.000 Euro. Mehr als drei Viertel liegen unter dem Mittelwert von 265.000 Euro und nur ein Zehntel der Haushalte verfügt über ein Vermögen von mehr als rund 542.000 Euro.

### Happy Planet Index
Der Happy Planet Index lag 2016 bei 30,5. Damit liegt Österreich auf Platz 10 der europäischen Staaten.

## Größte Unternehmen
In folgenden Tabellen finden sich die größten in Österreich registrierten Unternehmen – also auch Tochtergesellschaften internationaler Unternehmen mit Sitz in Österreich – sowohl nach Nettoumsatz als auch nach Mitarbeiteranzahl. Sämtliche Angaben verstehen sich inklusive etwaiger ausländischer Aktivitäten, die zur österreichischen Unternehmung zählen.
| Rang | Unternehmen                                                            | Nettoumsatz in Mio. Euro 2021 |
| ---- | ---------------------------------------------------------------------- | ----------------------------- |
| 1    | OMV AG                                                                 | 35.555                        |
| 2    | Porsche Holding                                                        | 24.243                        |
| 3    | Bauholding Strabag                                                     | 16.129                        |
| 4    | Rewe Group Austria                                                     | 15.960                        |
| 5    | Spar Österreich                                                        | 15.085                        |
| 6    | voestalpine                                                            | 14.900                        |
| 7    | Borealis AG                                                            | 10.153                        |
| 8    | Red Bull GmbH                                                          | 7.816                         |
| 9    | Mondi Group                                                            | 7.723                         |
| 10   | Benteler International AG                                              | 7.285                         |
| 11   | BMW Group Österreich                                                   | 6.566                         |
| 12   | Andritz AG                                                             | 6.463                         |
| 13   | Commercial Energy Solutions GmbH (Tochterunternehmen von Gazprom Neft) | 6.016                         |
| 14   | Porr AG                                                                | 5.727                         |
| 15   | ams-Osram AG                                                           | 5.038                         |
| 16   | Magna Steyr Fahrzeugtechnik AG                                         | 5.036                         |
| 17   | Verbund AG                                                             | 4.776                         |
| 18   | Telekom Austria AG                                                     | 4.738                         |
| 19   | XXXLutz KG                                                             | 4.480                         |
| 20   | Hofer KG                                                               | 4.400                         |
| 21   | Österreichische Bundesbahnen Holding AG                                | 4.336                         |
| 22   | Wiener Stadtwerke GmbH                                                 | 4.300                         |
| 23   | Alpla Holding                                                          | 4.300                         |
| 24   | Wienerberger AG                                                        | 3.971                         |
| 25   | Infineon Technologies Austria                                          | 3.898                         |
| 26   | Münze Österreich AG                                                    | 3.586                         |

| Rang | Unternehmen                             | Mitarbeiter (2020) |
| ---- | --------------------------------------- | ------------------ |
| 1    | Rewe Group Austria                      | 94.743             |
| 2    | Spar Österreich                         | 89.926             |
| 3    | Bauholding Strabag                      | 74.340             |
| 4    | voestalpine                             | 48.654             |
| 5    | Österreichische Bundesbahnen Holding AG | 40.945             |
| 6    | Signa Retail GmbH                       | 40.000             |
| 7    | Trenkwalder Group                       | 35.000             |
| 8    | Porsche Holding                         | 32.900             |
| 9    | Swarovski KG                            | 31.000             |
| 10   | ams-Osram                               | 30.031             |

## Innovationen
Laut österreichischem Patentamt wurden im Jahr 2021 in Österreich 2.480 Patente neu angemeldet. Die meisten Patente kamen dabei aus dem Bundesland Oberösterreich, gefolgt von der Steiermark und Wien. Auf die Einwohnerzahl bezogen war 2021 allerdings Vorarlberg das Bundesland mit den meisten Patenten.
Die innovativsten Unternehmen waren den Zahlen nach im Jahr 2021 AVL List mit 205 Patent-Neuanmeldungen, gefolgt von Julius Blum mit 70 und Zumtobel mit 34 Neuanmeldungen.

## Währungen

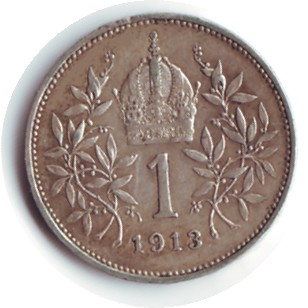
1 Krone (Österreichische Münze 1913)

Bis 1892 zahlte man in Österreich mit dem Gulden und seinen Untereinheiten. Dann wurde er durch die Krone abgelöst, welche bis 1925 offizielles Zahlungsmittel war, wegen der hohen Inflation in den Jahren nach dem Ersten Weltkrieg im Zuge einer Währungsreform durch den Schilling abgelöst wurde.

### Einführung der Euro-Währung
Mit dem 1. Januar 1999 wurde der Euro in Österreich als offizielle Währung, vorerst nur als Buchgeld, das heißt für den Bargeldlosen Zahlungsverkehr, eingeführt. Ab 1. Jänner 2002 gilt der Euro auch als offizielles Zahlungsmittel, bis 28. Februar gemeinsam mit dem Schilling, seit 1. März 2002 ausschließlich. Bei Kreditinstituten wurde noch länger ein Umtausch kostenlos durchgeführt, bei der Oesterreichischen Nationalbank ist das weiterhin ohne zeitliches Limit möglich.

## Börsen
Die älteste österreichische Börse ist die Wiener Börse, die 1771 gegründet wurde. Diese erlebte 1873 mit dem großen Börsenkrach („Gründerkrach“) ihre bisher schlimmste Krise, in der rund die Hälfte der notierten Unternehmen vom Kurszettel verschwanden. 1877 übersiedelte die Börse an die Wiener Ringstraße in ein prunkvolles Gebäude von Theophil Hansen. 1869 entstand mit der Börse für landwirtschaftliche Produkte („Produktenbörse“) die erste Börse für den seit der Marktliberalisierung 1812 stark zunehmenden Handel mit Agrargütern. 1872 folgte die Gründung der allgemeinen Warenbörse, die aber bereits 1876 mit der Wiener Börse vereinigt wurde.
Seit 2010 ist Wien zudem Sitz der CEE Stock Exchange Group, der als Tochtergesellschaften nicht nur die Wiener Börse, sondern auch die Börsen in Budapest, Laibach und Prag angehören.

## Wirtschaftssektoren

### Primärsektor – Bergbau und Landwirtschaft
Der primäre Sektor beschreibt den Wirtschaftsbereich der Rohstoffförderung, also Landwirtschaft und Bergbau. Dieser Sektor hatte im Jahr 2004 einen Anteil von 1,9 % am österreichischen BIP.

#### Land- und Forstwirtschaft
Durch die extreme geographische Lage hat Österreich eine sehr kleinstrukturierte Landwirtschaft, was rentables Arbeiten abseits des Flachlandes (Eferdinger Becken, Wiener Becken, Marchfeld) sehr erschwert, und einen großen Teil der Betriebe von Förderungen abhängig macht. Viele Betriebe setzen daher auf Qualität statt Quantität, um so einen besseren Preis für ihre Produkte erzielen zu können. Die biologische Landwirtschaft hat in Österreich einen flächenmäßigen Gesamtanteil von gut 16 % (2010), was die höchste Dichte von Biobetrieben in der EU bedeutet. Im Feldanbau ist das landwirtschaftlich wichtigste Gebiet das Marchfeld in der Nähe von Wien.
Wein ist ein wichtiges landwirtschaftliches Exportprodukt Österreichs. Der Hauptabnehmer des Weines ist neben der Schweiz und USA mit zwei Dritteln Deutschland. Im Jahr 1985 wurde der Weinbau durch den Weinskandal stark in Mitleidenschaft gezogen. In der Zwischenzeit haben die Weinbauern jedoch ihre Qualitätsweine so verbessert, dass wesentlich mehr Wein exportiert werden kann als vor dem Skandal.
Auch geringe Flächen Tabak wurden vor allem in der Steiermark seit über 300 Jahren angebaut. Durch die Kürzung der Produktionsquoten der EU wurden die Einkommen aber so reduziert, dass 2005 auch die letzten rund 40 Bauern den Tabakanbau aufgeben mussten.
Durch den großen Waldbestand ist auch die Forstwirtschaft und holzverarbeitende Industrie (Papier- und Kartonfabriken, Sägewerke, …) ein bedeutender Faktor in der Landwirtschaft. Österreich ist nach Kanada, Russland, Schweden und Finnland und vor dem sechstplatzierten Deutschland der fünftgrößte Holzexporteur der Welt. Von den jährlichen 7,2 Millionen Festmetern (per 2004) gelangt ein großer Teil in den südeuropäischen Raum. Da derzeit jährlich mehr Holz nachwächst als geschlägert wird, besitzt dieser Zweig auch noch Wachstumspotenzial.
Bei der Herstellung von Spanplatten verfügen österreichische Unternehmen in Europa über einen Marktanteil von rund einem Drittel. Zwar werden in Österreich nur Spanplatten im Wert von 882 Millionen Euro (2005) hergestellt, doch besitzen österreichische Hersteller über eine Vielzahl von Lieferanten und Fabriken in den mittel- und osteuropäischen Ländern. So entfallen vom europäischen Umsatzvolumen mit Spanplatten, das rund 13 Milliarden Euro beträgt, 2,5 Milliarden auf die Salzburger Unternehmensgruppe Kaindl und 1,7 Milliarden auf den Tiroler Hersteller Egger. Von der österreichischen Produktion werden rund 80 Prozent exportiert, hauptsächlich nach Deutschland und Italien.

#### Bergbau
Österreich hat eine große Anzahl an verschiedenen Rohstoffen, die aber aufgrund der Gesteinsformationen nicht sehr ertragreich sind. Dominierend im Bergbausektor des Landes ist daher die Sand- und Kiesgewinnung mit rund 60 Mio. Tonnen (t) Jahresförderung und die Steinbruchindustrie mit rund 30 Mio. t Jahresförderung. 900 Betriebsstätten fördern mineralische Rohstoffe, davon nur noch 4 % in Grubenbauweise. Unter montanbehördlicher Aufsicht stehen seit dem 1999 in Kraft getretenen Mineralstoffgesetz nur noch 210 davon. Rund 5.000 Arbeitnehmer sind im Bergbausektor beschäftigt. Der Anteil des Bergbaus am BIP betrug 2004 0,5 % oder 1,4 Mrd. Euro, was eine Steigerung von 15 % im Vergleich zu 2003 bedeutet. Dies ist zum Großteil auf den Anstieg der Weltmarktpreise bei vielen Rohstoffen zurückzuführen.
Metalle und Halbmetalle
- Für Eisen ist die einzige Abbaustätte der Erzberg in der Steiermark. Das Erz weist aber im Gegensatz zu großen Lagerstätten mit 60 % nur 25 % Eisengehalt auf.
- Eine der größten Lagerstätten der Welt besteht jedoch für Wolfram bei Mittersill im Felbertal. Deshalb rangiert Österreich nach der VR China, Russland und Kanada an vierter Stelle in der Weltproduktion dieses Metalls. Das Erz besteht auch aus Molybdän, das aber durch die weltweite Überproduktion wirtschaftlich nicht genutzt werden kann.
- In der Kärntner Koralpe befindet sich der letzte aktive Untertagebergbau Kärntens. In Waldenstein wird seit Jahrhunderten ein qualitativ hochwertiger Eisenglimmer abgebaut und verarbeitet. Die Produktion befindet sich im Besitz der Kärntner Montanindustrie[27] und erzeugt mit ca. 7.500 t ca. 50 % des Weltbedarfs an Eisenglimmer. Ein Drittel davon stammte 2020 aus dem Bergbau in Waldenstein.[28]
- Ebenfalls in der Koralpe wurden in den 1980er Jahren ausgiebige Lithium-Vorkommen gefunden. Da der Lithiumpreis wegen der zunehmenden Nachfrage (Elektromobilität) gestiegen ist, soll mit einem Abbau 2024 begonnen werden.[29]
- Historisch bedeutsame Abbaustätten befanden sich für Blei im Bleiberger Erzberg, der jahrhundertelang zu den größten Bleivorkommen Europas zählte. Nebenbei wurde auch Zink gewonnen. Das Bergwerk wurde 2006 geschlossen und zu einem Schaubergwerk (Terra Mystica) umgebaut.[30]
- Das Silberbergwerk Schwaz in Tirol war jahrhundertelang die größte Silbermine Europas. Der Bergbau dort wurde 1999 eingestellt und ebenfalls als Schaubergwerk umgebaut.
- In Salzburg wurde in Mühlbach am Hochkönig Kupfer abgebaut, musste aber 1977 aus wirtschaftlichen Gründen geschlossen werden.
- Im Burgenland wurde in Stadtschlaining bis 1990 Antimon abgebaut und bei Redlschlag ein Kupferabbau eingerichtet, der aber schon nach wenigen Jahren wieder eingestellt wurde.[31]
- Der Abbau von Gold wurde in zahlreichen Gemeinden Österreichs betrieben. Schwerpunkte waren dabei die Gemeinden um den Großglockner, wie z. B. Heiligenblut bzw. das Gasteinertal oder das Pöllatal. Keines dieser Vorkommen ist jedoch für einen heutigen Abbau rentabel.

Nichtmetallische Minerale
Nichtmetallische Minerale, die 2020 in Österreich abgebaut werden, sind Salz, Gips, Talk, Kaolin, Magnesit, Feldspat, Graphit und Schwefel.
- Steinsalz wird von den Salinen Austria in Ebensee abgebaut und verarbeitet. Wobei das Salz nur zum geringen Teil als Speisesalz verkauft wird. Der Großteil geht in industrielle (Reinigungsmittel, Pharmazeutika, Natronlaugeherstellung) oder gewerbliche Anwendungen (Salzstreuung im Winter).
- Gips wird von der Knauf Gruppe in der Gemeinde Admont bzw. dessen Ortsteil Hall in der Steiermark abgebaut. Gips wird auch von Rigips Austria in zwei Tagebau-Bergwerken abgebaut. Eines steht in der Steiermark beim Grundlsee in der Gemeinde Bad Aussee, das zweite in Niederösterreich in Puchberg am Schneeberg. In beiden Gemeinden befinden sich auch Produktionswerke, die den Gips weiterverarbeiten. Der gewonnene Gips wird zum Großteil in der Bauwirtschaft eingesetzt.
- Talk wird in der Steiermark von der Firma Imerys abgebaut. Ein Tagebau befindet sich im zur Gemeinde Pöllau gehörenden Rabenwald. Der dort gewonnene Talk wird in einem Werk in Oberfeistritz verarbeitet. In der Gemeinde Weißkirchen befindet sich ein untertägiger Abbau von Talk und ein weiteres Verarbeitungswerk.
- Feldspat, Kaolin und Quarz werden von der Quarzwerke Österreich GmbH abgebaut. Der Abbau befindet sich in St. Georgen an der Gusen, ein Handelszentrum und Verarbeitungswerk wurde in Melk errichtet.
- Magnesit wird in Kärnten von RHI in Radenthein in Kärnten abgebaut bzw. in der Steiermark in der Gemeinde Tragöß-Sankt Katharein von der Firma Styromag.[33]
- Graphit wird aktuell nur noch im Grafitbergbau Kaisersberg[34] in Sankt Stefan ob Leoben in der Steiermark abgebaut. Dieser Bergbau ist derzeit auch der letzte Graphitbergbau in den Alpen.[35]

Kohle
1970 wurden in Österreich noch rund 3,75 Mio. t Braunkohle gefördert. Dieser Wert sank bis 1996 auf rund 1,1 Mio. t und stieg dann bis 2002 auf knapp 1,5 Mio. t an, um danach, 2003, wieder auf rund 1,2 Mio. t zurückzufallen. Österreichische Kohle wird bis auf ein paar wenige, geringfügige Ausnahmen in den 1970ern, nicht exportiert. Die Kohle wird zu 83,3 % (2003) zum Energie- und Industrieverbrauch, und zu 15,7 % zum Heizen in privaten Haushalten in Österreich verwendet.

### Sekundärer Sektor – Industrie
Der sekundäre Sektor beschreibt den Wirtschaftsbereich der Rohstoffverarbeitung und der Sachgüterproduktion. Dazu gezählt wird auch der Energie- und Wasserversorgungssektor sowie das Bauwesen. Der Anteil des sekundären Sektors am österreichischen BIP betrug im Jahr 2015 28,3 %.

#### Bekannte Industrieunternehmen
- Agrana (Nahrungsmittel- und Industriegüterkonzern, Hersteller von Zucker, Fruchtzubereitungen, Stärke, Bioethanol)
- Alpla (Marktführender als Flaschenabfüller)
- Ams-Osram (internationaler Halbleiterhersteller, übernahm 2020 den deutschen Konzern Osram
- Andritz AG (weltweit tätiger Konzern für Maschinen- und Anlagenbau)
- AT&S (Leiterplattenhersteller)
- Austria Metall AG (Hersteller von Aluminium-Walzprodukten)
- AVL List (Entwicklung von Antriebssystemen v. a. für Automobilindustrie)
- Banner Batterien (Hersteller von Traktionsbatterien)
- Blum (marktführender Möbelbeschlägehersteller)
- Böhler-Uddeholm (Stahlverarbeitungsunternehmen, war verstaatlicht, 2008 von Voestalpine übernommen)
- Borealis AG (Petrochemie und Kunststofferzeuger, zweitgrößter Hersteller von Polyolefinen in Europa, seit 2020 zu 75 % in Besitz der OMV)
- BWT AG (international tätiger Hersteller von Wasseraufbereitungssystemen)
- Constantia Flexibles (international tätiger Hersteller von flexiblen Verpackungen)
- Darbo (Hersteller von Fruchtsäften, Marmeladen, Honig)
- Doppelmayr/Garaventa-Gruppe (Weltmarktführer im Seilbahnbau)
- Fritz Egger GmbH & Co (Holzverarbeitung)
- FACC AG (Hersteller von Flugzeugteilen, Leitwerke, Winglets, seit 2009 chinesischer Mehrheitsaktionär)
- Felix Austria (Lebensmittelindustrie, Hersteller von Saucen, Fertiggerichten, eingelegtem Gemüse)
- FunderMax (Hersteller von Holzverbundstoffen, Pressspanplatten)
- Internorm (größter europäischer Fensterhersteller)
- Kaindl Flooring OG (weltweit führendes Unternehmen für Holzwerkstoffe, Laminat- und Holzfußböden)
- Klausner-Gruppe (Holzverarbeitung Schnittholz Pellets)
- Josef Manner & Comp. AG (Hersteller von Süßwaren, Mannerschnitten)
- Münze Österreich Prägung und Verkauf von Münzen und Goldbarren
- OMV AG, Mineralölverarbeiter und Tankstellenbetreiber
- Plansee Group (Technologieunternehmen v. a. in der Raumfahrt)
- Plasser & Theurer (Weltmarktführer bei Gleisbaumaschinen)
- RAG Austria AG (Exploration von Öl und Gas, größter Gasspeicherbetreiber in Österreich)
- Rauch Fruchtsäfte (international tätiger Erzeuger von Fruchtsäften)
- Red Bull GmbH (Erzeuger von Energy-Drinks)
- RHI (Feuerfestprodukte)
- Rosenbauer (Feuerwehrausstatter)
- Schoeller-Bleckmann Oilfield Equipment (führender Ölfeldausrüster)
- Schrack Technik (Hersteller von Elektrotechnik, wie Relais, Schutzschalter usw.)
- Semperit AG (international tätiger Hersteller von industriellen Gummiprodukten, die Reifenmarke Semperit wurde 1985 an die Continental AG verkauft)
- Swarovski (Glasprodukte- und Kunstdiamantenerzeuger)
- TGW Logistics Group (hochautomatisierte Intralogistiksysteme)
- Treibacher Industrie AG (chemische Industrie, Hersteller von metallurgischen Spezialerzeugnissen)
- Umdasch mit Doka-Gruppe führender Schalungshersteller
- Voestalpine (Stahlverarbeitungsunternehmen, war verstaatlicht)
- VA Tech (Stahlverarbeiter, wurde 2005 durch Siemens übernommen)
- Wienerberger (weltweit bedeutender Ziegelhersteller)
- Wolford (renommiertes Textilunternehmen)
- Zumtobel Group (international tätiger Hersteller von Lichttechnik und Beleuchtungssystemen)

In letzter Zeit wurden einige Industriebetriebe von ausländischen Investoren aufgekauft. Darunter fallen z. B. der Hersteller Steyr Daimler Puch und die Jenbacher Werke (GE Jenbacher).
Das größte österreichische Industrieunternehmen ist die österreichische Niederlassung des deutschen Siemens-Konzerns.
Bruno Kreisky wollte während seiner Regierungszeit in den 1970er Jahren als Bundeskanzler in Österreich eine eigene Autoindustrie aufbauen, dafür wurde er aber meist nur belächelt. Er wollte damit das große Handelsbilanzdefizit auf diesem Sektor möglichst ausgleichen. Einziger Erfolg war das General-Motors-Motorenwerk in Wien-Aspern. Hat sich zwar kein Markenhersteller von PKW in Österreich direkt niedergelassen, hat sich in der Zeit danach zuerst in Graz ein Autocluster Steiermark gebildet, der sich durch die Firma AVL List im Motorenbau und durch Steyr-Daimler-Puch im Allradbereich international einen Namen machte. Heute gleicht sich der Autozulieferbereich nicht nur in Graz, sondern auch in anderen Regionen Österreichs, wie Magna International, aber auch viele andere Unternehmen, wie BMW Steyr, den Kfz-Import bei Weitem aus und erreicht sogar Überschüsse. Ende 2008 sind im Automotiven Bereich 170.000 Beschäftigte zu verzeichnen.

### Tertiärer Sektor – Dienstleistungen
Der tertiäre Sektor, auch Dienstleistungssektor genannt, beinhaltet neben Handels- und Dienstleistungsunternehmen auch die öffentliche Verwaltung. Der tertiäre Sektor hatte 2004 einen Anteil von 67 % am österreichischen BIP.
Die Dienstleistungen machen in Österreich den größten Anteil der Wirtschaftsleistungen aus. Es dominieren vor allem der Tourismus, der Handel und das Bankwesen.

#### Große österreichische Dienstleistungsunternehmen
- Spar (Handel mit Lebensmitteln u. a. m.)
- Raiffeisenbank (Bankgenossenschaft mit vielen Ortsgruppen)
- Hypo-Bank (im Besitz der Länder, heißen auch Landeshypothekenbank)
- Strabag (bedeutendes Bauunternehmen)
- Telekom Austria

Viele österreichische Unternehmen befinden sich im ausländischen Besitz. Bekannteste Beispiele sind die Lebensmittelkette Billa, die an den Rewe-Konzern ging, oder die Bank Austria Creditanstalt, die an die Bayrische Hypovereinsbank verkauft wurde. Die HypoVereinsbank verkaufte die Bank Austria an den italienischen Bankenkonzern Unicredit.
Das größte österreichische Privatunternehmen, das Transport- und Logistikdienstleistungen anbietet, ist die Gebrüder Weiss GmbH.

#### Bankwesen
Österreich besitzt eines der dichtesten Bankennetze Europas, obwohl seit 1992 die Anzahl der Bankstellen und der tätigen Kreditinstitute im Sinken begriffen ist. War der Zweck der ersten Banken Österreichs am Anfang des 18. Jahrhunderts noch die Finanzierung der Bedürfnisse der damals absolutistischen Machthaber, wandelte sich dies vor allem im Zuge der industriellen Revolution, wo sich das Bankwesen in Österreich zu ihrer heutigen Bedeutung wandelte. Geschwächt durch die beiden Weltkriege, erstarkte das bis Anfang der 1990er zu einem Großteil verstaatlichte Bankwesen einerseits durch Privatisierungen und Übernahmen, und andererseits durch den Fall des Eisernen Vorhangs, was den mittlerweile finanziell erstarkten Banken eine einmalige Expansionsgelegenheit bot, die diese im Gegensatz zu den meisten internationalen Konkurrenten auch sehr rasch zu nützen wusste.

#### Handel
Im Lebensmitteleinzelhandel wurden 2007 14,9 Milliarden Euro umgesetzt. Nach Umsatzanteilen ergeben sich daraus folgende Marktanteile der in Österreich tätigen Einzelhandelsunternehmen:
1. 29,5 % REWE (Billa, Merkur (seit 2021 Billa Plus), Penny-Markt, Emma), 1.376 Filialen
2. 27,6 % Spar, 1.438 Filialen
3. 18,8 % Hofer, 369 Filialen
4. 6,6 % Edeka (Adeg), 799 Filialen
5. 5,4 % ZEV Markant, 1.023 Filialen
6. 5 % Plus (Zielpunkt), 357 Filialen

## Arbeitsmarkt

### Beschäftigte
Nach Zahlen der Statistik Austria waren per Stichtag 15. Mai 2001 in ganz Österreich 3.420.788 Personen (davon 3.111.743 unselbstständig) in 396.288 Arbeitsstätten (öffentlicher Dienst, Privatunternehmen, NPOs) beschäftigt. Im Vergleich zur Erhebung von 1991 stieg die Anzahl der Arbeitsstätten um 26 % (1991: 314.401), die Anzahl der Beschäftigten um 16,6 % (1991: 2.933.438).
In den letzten Jahren vollzieht sich mit dem Trend von Vollzeit- zu Teilzeitarbeitsplätzen ein drastischer Wandel der Beschäftigungsform. Nach Berechnungen des WIFO sind zwischen 2000 und 2005 rund 85.000 Vollzeitarbeitsplätze verloren gegangen, die Teilzeitbeschäftigung hat zugleich um 140.000 zugenommen.

#### Anzahl der Unternehmen nach Beschäftigtenanzahl
Die meisten Unternehmen (283.018) in Österreich sind Kleinunternehmen mit bis zu 4 Mitarbeitern. 5–19 Mitarbeiter werden von 85.883 Unternehmen beschäftigt. 23.328 Betriebe verfügen über 20–99 Arbeitskräfte. 2.429 Betriebe verfügen über einen Personalstand, der zwischen 100 und 199 liegt. 1995 existierten 1610 Großunternehmen mit mehr als 200 Mitarbeitern.

#### Beschäftigte nach Wirtschaftszweig
Erwähnt werden die wichtigsten Wirtschaftszweige, wobei gelegentlich die größten Untergliederungen erwähnt werden. Die Aufteilung erfolgt nach Wirtschaftssektoren, und innerhalb dieser wird nach Beschäftigtenanzahl geordnet.
| Primärer und sekundärer Sektor (Rohstoffgewinnung und Produktion)    | Primärer und sekundärer Sektor (Rohstoffgewinnung und Produktion)        | Primärer und sekundärer Sektor (Rohstoffgewinnung und Produktion) |
| Branche                                                              | Branche                                                                  | Beschäftigte                                                      |
| -------------------------------------------------------------------- | ------------------------------------------------------------------------ | ----------------------------------------------------------------- |
| Herstellung von Nahrungs- und Genussmitteln sowie Getränken          | Herstellung von Nahrungs- und Genussmitteln sowie Getränken              | 74.734                                                            |
| davon                                                                | in der Backwarenerzeugung (ohne Dauerbackwaren)                          | 27.599                                                            |
| davon                                                                | in der Fleischverarbeitung                                               | 17.051                                                            |
| davon                                                                | in der Getränkeherstellung                                               | 9.105                                                             |
| davon                                                                | in der Milchverarbeitung                                                 | 4.396                                                             |
| Herstellung von Metallerzeugnissen                                   | Herstellung von Metallerzeugnissen                                       | 72.350                                                            |
| Maschinenbau                                                         | Maschinenbau                                                             | 82.838                                                            |
| Herstellung von Möbeln                                               | Herstellung von Möbeln                                                   | 40.208                                                            |
| Holzver- und -bearbeitung                                            | Holzver- und -bearbeitung                                                | 39.822                                                            |
| Erzeugung und Bearbeitung von Glas sowie Waren aus Steinen und Erden | Erzeugung und Bearbeitung von Glas sowie Waren aus Steinen und Erden     | 39.280                                                            |
| davon                                                                | in der Erzeugung von Beton, Zement und Gips                              | 13.867                                                            |
| davon                                                                | in der Glaserzeugung und -bearbeitung                                    | 10.609                                                            |
| davon                                                                | in der Keramikherstellung                                                | 3.504                                                             |
| Metallerzeugung und -bearbeitung                                     | Metallerzeugung und -bearbeitung                                         | 34.537                                                            |
| Textilienerzeugung und -verarbeitung                                 | Textilienerzeugung und -verarbeitung                                     | 33.263                                                            |
| davon                                                                | in der Textilwarenherstellung                                            | 21.195                                                            |
| davon                                                                | in der Bekleidungserzeugung                                              | 12.068                                                            |
| Herstellung von Geräten zur Elektrizitätserzeugung und -verteilung   | Herstellung von Geräten zur Elektrizitätserzeugung und -verteilung       | 32.307                                                            |
| davon                                                                | in der Herstellung von elektrischen Verteilungs- und Schalteinrichtungen | 10.067                                                            |
| davon                                                                | in der Herstellung von Elektromotoren und Generatoren                    | 8.936                                                             |
| Herstellung von Rundfunk-, Fernseh- und Nachrichtentechnik           | Herstellung von Rundfunk-, Fernseh- und Nachrichtentechnik               | 31.440                                                            |
| Herstellung von Gummi- und Kunststoffwaren                           | Herstellung von Gummi- und Kunststoffwaren                               | 30.501                                                            |
| Herstellung von Kraftwagen und Kraftwagenteilen                      | Herstellung von Kraftwagen und Kraftwagenteilen                          | 29.363                                                            |
| davon                                                                | im Motorenbau                                                            | 15.851                                                            |
| davon                                                                | in der Zubehörherstellung                                                | 9.977                                                             |
| Chemieindustrie                                                      | Chemieindustrie                                                          | 25.729                                                            |
| davon                                                                | in der Pharmaindustrie                                                   | 8.986                                                             |
| davon                                                                | in der Herstellung von chemischen Grundstoffen                           | 6.666                                                             |
| Papier- und Pappe-Erzeugung                                          | Papier- und Pappe-Erzeugung                                              | 17.653                                                            |
| Medizin-, Mess- und Regelungstechnik                                 | Medizin-, Mess- und Regelungstechnik                                     | 17.617                                                            |
| Bergbau                                                              | Bergbau                                                                  | 7.728                                                             |
| davon                                                                | im Kohleabbau                                                            | 449                                                               |
| davon                                                                | im Salzabbau                                                             | 325                                                               |
| davon                                                                | im Erzabbau                                                              | 237                                                               |
| Ledererzeugung und -verarbeitung                                     | Ledererzeugung und -verarbeitung                                         | 6.324                                                             |
| Herstellung von sonstigen Fahrzeugen                                 | Herstellung von sonstigen Fahrzeugen                                     | 6.012                                                             |
| davon                                                                | im Schiffbau                                                             | 397                                                               |
| davon                                                                | im Schienenfahrzeugbau                                                   | 4.259                                                             |
| davon                                                                | im Fahrradbau                                                            | 1.013                                                             |
| davon                                                                | im Luft- und Raumfahrzeugbau                                             | 342                                                               |
| Herstellung von Sportgeräten                                         | Herstellung von Sportgeräten                                             | 5.026                                                             |
| Kokerei und Mineralölverarbeitung                                    | Kokerei und Mineralölverarbeitung                                        | 2.820                                                             |
| davon                                                                | in der Mineralölverarbeitung                                             | 2.762                                                             |
| Recycling                                                            | Recycling                                                                | 1.128                                                             |
| Erdöl- und Erdgasgewinnung                                           | Erdöl- und Erdgasgewinnung                                               | 1.031                                                             |
| Herstellung von Büromaschinen und Datenverarbeitungsgeräten          | Herstellung von Büromaschinen und Datenverarbeitungsgeräten              | 910                                                               |
| Tabakverarbeitung (an 5 Standorten)                                  | Tabakverarbeitung (an 5 Standorten)                                      | 856                                                               |
|                                                                      |                                                                          |                                                                   |
| Tertiärer Sektor (Dienstleistungen)                                  |                                                                          |                                                                   |
| Branche                                                              | Branche                                                                  | Beschäftigte                                                      |
| Einzelhandel                                                         | Einzelhandel                                                             | 322.010                                                           |
| Bauwesen                                                             | Bauwesen                                                                 | 284.146                                                           |
| davon                                                                | im Hoch- und Tiefbau                                                     | 148.114                                                           |
| davon wiederum                                                       | im Hochbau, Brücken- und Tunnelbau                                       | 87.373                                                            |
| davon wiederum                                                       | in Zimmereien, Dachdeckereien und Spenglereien                           | 27.941                                                            |
| davon wiederum                                                       | im Straßen- und Eisenbahnoberbau                                         | 23.571                                                            |
| davon wiederum                                                       | im Wasserbau                                                             | 1.512                                                             |
| im Bauinstallationsbereich                                           | im Bauinstallationsbereich                                               | 73.204                                                            |
| im Bauhilfsgewerbe (Malerei, Bautischlerei, Glaserei usw.)           | im Bauhilfsgewerbe (Malerei, Bautischlerei, Glaserei usw.)               | 54.114                                                            |
| Gesundheits-, Veterinär- und Sozialwesen                             | Gesundheits-, Veterinär- und Sozialwesen                                 | 283.627                                                           |
| davon                                                                | im Gesundheitswesen                                                      | 210.096                                                           |
| davon wiederum                                                       | in Krankenhäusern                                                        | 134.870                                                           |
| davon wiederum                                                       | in Arztpraxen                                                            | 43.336                                                            |
| davon wiederum                                                       | in Zahnarztpraxen                                                        | 15.705                                                            |
| im Sozialwesen                                                       | im Sozialwesen                                                           | 70.166                                                            |
| davon wiederum                                                       | in Heimen                                                                | 36.124                                                            |
| im Veterinärwesen                                                    | im Veterinärwesen                                                        | 3.365                                                             |
| Erbringung von unternehmensbezogenen Dienstleistungen                | Erbringung von unternehmensbezogenen Dienstleistungen                    | 237.103                                                           |
| davon                                                                | in der Steuer-, Rechts- und Unternehmensberatung                         | 70.831                                                            |
| davon                                                                | in Architektur- und Ingenieurbüros                                       | 40.140                                                            |
| davon                                                                | im Reinigungsgewerbe                                                     | 37.393                                                            |
| Beherbergungs- und Gaststättenwesen                                  | Beherbergungs- und Gaststättenwesen                                      | 224.483                                                           |
| davon                                                                | im Beherbergungswesen                                                    | 89.747                                                            |
| davon                                                                | im Gastronomiebereich                                                    | 111.421                                                           |
| Unterrichtswesen                                                     | Unterrichtswesen                                                         | 223.624                                                           |
| davon                                                                | in weiterführenden Schulen                                               | 103.632                                                           |
| davon                                                                | in Volksschulen und Kindergärten                                         | 71.371                                                            |
| davon                                                                | in Hochschulen                                                           | 27.579                                                            |
| davon                                                                | in der Erwachsenenbildung                                                | 17.936                                                            |
| davon                                                                | in Fahrschulen                                                           | 3.106                                                             |
| Öffentliche Verwaltung und Sozialversicherung                        | Öffentliche Verwaltung und Sozialversicherung                            | 208.808                                                           |
| davon                                                                | in der öffentlichen Verwaltung                                           | 112.925                                                           |
| davon                                                                | in der Landesverteidigung und in auswärtigen Angelegenheiten             | 72.435                                                            |
| davon wiederum                                                       | in der öffentlichen Sicherheit und Ordnung                               | 33.656                                                            |
| davon wiederum                                                       | in der Sozialversicherung                                                | 23.448                                                            |
| davon wiederum                                                       | in der Landesverteidigung                                                | 21.548                                                            |
| davon wiederum                                                       | in der Justiz                                                            | 13.642                                                            |
| davon wiederum                                                       | bei der Feuerwehr                                                        | 2.837                                                             |
| davon wiederum                                                       | in auswärtigen Angelegenheiten                                           | 752                                                               |
| Handelsvermittlung und Großhandel (ohne Kfz-Handel)                  | Handelsvermittlung und Großhandel (ohne Kfz-Handel)                      | 202.688                                                           |
| Landverkehr                                                          | Landverkehr                                                              | 144.998                                                           |
| davon                                                                | in der Güterbeförderung im Straßenverkehr                                | 53.029                                                            |
| davon                                                                | bei Eisenbahnen                                                          | 50.963                                                            |
| davon                                                                | in der Personenbeförderung im Linienverkehr (ohne Eisenbahn)             | 25.103                                                            |
| davon                                                                | Taxifahrer                                                               | 11.736                                                            |
| Kfz-Handel                                                           | Kfz-Handel                                                               | 91.478                                                            |
| Banken- und Kreditwesen                                              | Banken- und Kreditwesen                                                  | 79.202                                                            |
| Nachrichtenübermittlung                                              | Nachrichtenübermittlung                                                  | 61.311                                                            |
| davon                                                                | bei Post- und Kurierdiensten                                             | 36.202                                                            |
| davon                                                                | bei Fernmeldediensten                                                    | 25.109                                                            |
| Kultur, Sport und Unterhaltung                                       | Kultur, Sport und Unterhaltung                                           | 53.697                                                            |
| davon                                                                | im Sport                                                                 | 11.822                                                            |
| davon                                                                | in Rundfunk- und Fernsehanstalten                                        | 6.255                                                             |
| davon                                                                | in Zoos, Bibliotheken und Museen                                         | 5.694                                                             |
| davon                                                                | in Filmherstellung und -verleih                                          | 5.238                                                             |
| Datenverarbeitung                                                    | Datenverarbeitung                                                        | 46.880                                                            |
| davon                                                                | in Softwarehäusern                                                       | 23.254                                                            |
| davon                                                                | bei Datenverarbeitungsdiensten                                           | 20.117                                                            |
| Hilfs- und Nebentätigkeiten für den Verkehr                          | Hilfs- und Nebentätigkeiten für den Verkehr                              | 43.349                                                            |
| davon                                                                | in Speditionen                                                           | 17.690                                                            |
| davon                                                                | in Reisebüros                                                            | 11.996                                                            |
| davon                                                                | in der Lagerei                                                           | 5.884                                                             |
| Interessensvertretungen                                              | Interessensvertretungen                                                  | 34.169                                                            |
| Realitätenwesen                                                      | Realitätenwesen                                                          | 32.154                                                            |
| davon                                                                | in der Vermietung von Realitäten                                         | 14.109                                                            |
| davon                                                                | in der Vermittlung und Verwaltung von Realitäten                         | 12.997                                                            |
| Versicherungswesen                                                   | Versicherungswesen                                                       | 30.950                                                            |
| Verlagswesen, Druckereien                                            | Verlagswesen, Druckereien                                                | 30.742                                                            |
| davon                                                                | in Druckereien                                                           | 18.512                                                            |
| davon                                                                | im Verlagswesen                                                          | 10.650                                                            |
| davon                                                                | in Zeitungsverlagen                                                      | 5.142                                                             |
| davon                                                                | in Zeitschriftenverlagen                                                 | 3.044                                                             |
| davon                                                                | in Buch- und Musikverlagen                                               | 2.040                                                             |
| Energieversorgung                                                    | Energieversorgung                                                        | 29.999                                                            |
| Entsorgungswesen                                                     | Entsorgungswesen                                                         | 17.106                                                            |
| Vermietung beweglicher Sachen                                        | Vermietung beweglicher Sachen                                            | 9.024                                                             |
| Forschung und Entwicklung                                            | Forschung und Entwicklung                                                | 8.329                                                             |
| Luftverkehr                                                          | Luftverkehr                                                              | 7.852                                                             |
| Wasserversorgung                                                     | Wasserversorgung                                                         | 3.319                                                             |
| Binnenschifffahrt                                                    | Binnenschifffahrt                                                        | 490                                                               |

### Arbeitslosigkeit
2014 betrug die Arbeitslosigkeit in Österreich 5,1 % nach Eurostat oder 5,6 % nach ILO-Konzept, das entspricht in Zahlen 244.900 bzw. 393.674 Menschen. Die Gesamtzahl arbeitslos gemeldeter Personen ist von 194.314 im Jahr 2000 auf 244.900 im Jahr 2015 angewachsen. Wien weist mit 127.601 Jobsuchenden die höchste Arbeitslosigkeit aller Bundesländer auf. Die Stadt hatte ebenfalls den größten Zuwachs an Arbeitslosen mit +15,6 %. Dies ist vor allem auf die Besonderheit als einzige Großstadt Österreichs und den starken Zuzug aus anderen Regionen des In- und Auslands zurückzuführen. Hinzu kommt die außerordentlich schwache Konjunktur. Die im europäischen Vergleich traditionell günstige Beschäftigungslage erkauft Österreich heute u. a. mit einer ungewöhnlich starken Verdrängung älterer Arbeitnehmer aus dem Arbeitsleben. Die Zunahme der frühzeitigen Pensionierungen steht auch in einem – schwer zu beziffernden – Zusammenhang mit dem Personalabbau in Staatsunternehmen bzw. Unternehmen mit privatem Rechtsmantel, die dem Staat ganz oder zu bedeutenden Teilen gehören. Nicht zu vergessen ist aber auch das Verdrängen vieler Vollzeitjobs in Richtung Teilzeitjobs. So steigt zwar die Anzahl der Beschäftigten insgesamt, aber nicht die der geleisteten Stunden.
Übersicht
Die Tabelle wird in 4-Prozent-Schritten eingefärbt:
| ab 24 % | ab 20 % | ab 16 % | ab 12 % | ab 8 % | ab 4 % | unter 4 % | sonstige Angaben/Zwischensummen |

Trend: Einfärbung in %-Punkten der Arbeitslosenquote (in Klammer: Bestand in % zum Vorjahr)
| ↑ über 1,0 | ↑ über 0,5 | ↑ bis 0,5 | 0 | ↓ bis 0,5 | ↓ über 0,5 |  | sonstige Angaben |

| 07,5 |
| –    |

| ↓ |
|   |

| 007.810 |
| n/a     |

| 07,8 |
| 3,9  |

| ↓ (–5,9) |
|          |

| 007.213 |
| n/a     |

| 07,3 |
| 3,6  |

| ↑ |
|   |

| 08,2 |
| 4,1  |

| ↓ |
|   |

| 08,9 |
| –    |

| ↓ |
|   |

| 020.239 |
| n/a     |

| 09,1 |
| 3,9  |

| ↓ (–3,7) |
|          |

| 016.254 |
| n/a     |

| 07,3 |
| 3,4  |

| ↑ |
|   |

| 07,6 |
| 3,2  |

| ↑ |
|   |

| 06,8 |
| –    |

| ↓ |
|   |

| 043.115 |
| n/a     |

| 07,1 |
| 3,6  |

| ↓ (–1,5) |
|          |

| 035.174 |
| n/a     |

| 05,8 |
| 3,4  |

| ↑ |
|   |

| 06,2 |
| 3,2  |

| ↑ |
|   |

| 04,2 |
| –    |

| ↓ |
|   |

| 029.591 |
| n/a     |

| 04,7 |
| 3,7  |

| ↓ (–4,2) |
|          |

| 021.654 |
| n/a     |

| 03,5 |
| 2,6  |

| ↑ |
|   |

| 04,1 |
| 2,9  |

| ↑ |
|   |

| 04,5 |
| –    |

| ↓ |
|   |

| 011.480 |
| n/a     |

| 04,7 |
| 2,9  |

| ↓ (–9,8) |
|          |

| 009.758 |
| n/a     |

| 04,0 |
| 2,5  |

| ↑ |
|   |

| 04,3 |
| 1,9  |

| ↑ |
|   |

| 06,4 |
| –    |

| ↓ |
|   |

| 034.883 |
| n/a     |

| 07,0 |
| 4,2  |

| ↓ (–10,9) |
|           |

| 030.896 |
| n/a     |

| 06,2 |
| 3,4  |

| ↑ |
|   |

| 06,5 |
| 3,7  |

| ↓ |
|   |

| 05,9 |
| –    |

| ↓ |
|   |

| 019.154 |
| n/a     |

| 06,1 |
| 2,8  |

| ↓ (–5,2) |
|          |

| 016.397 |
| n/a     |

| 05,3 |
| 2,4  |

| ↑ |
|   |

| 05,1 |
| 2,3  |

| ↑ |
|   |

| 05,6 |
| –    |

| ↓ |
|   |

| 010.331 |
| n/a     |

| 06,7 |
| 3,9  |

| ↓ (–7,5) |
|          |

| 08.421 |
| n/a    |

| 05,5 |
| 3,9  |

| ↑ |
|   |

| 04,3 |
| 3,3  |

| ↑ |
|   |

| 09,2 |
| –    |

| ↑ |
|   |

| 074.179 |
| n/a     |

| 08,8 |
| 7,4  |

| ↓ (+1,5) (B) |
|              |

| 066.487 |
| n/a     |

| 07,9 |
| 6,7  |

| ↑ |
|   |

| 07,6 |
| 5,8  |

| ↑ |
|   |

| 247.800 |
|         |

| 6,7 |
| 4,2 |

| ↓      |
| [ 43 ] |

| 250.782 |
| 188.200 |

| 6,9 |
| 4,4 |

| ↓ (–3,7) |
|          |

| 212.253 |
| 162.300 |

| 5,9 |
| 3,8 |

| ↑      |
| [ 43 ] |

| 06,1 |
| 3,6  |

| ↑      |
| [ 43 ] |

Prognose 2012: 263.000 Pers. (7,1 / 4,5 %) ↑ ; 2013: 274.500 Pers. (7,4 / 4,7 %) ↑  AMS/Statistik Austria/WIFO
Quelle: beim AMS vorgemerkte Arbeitslose, nationale Berechnung: AMS/Hauptverband der Sozialversicherungsträger/Statistik Austria; EU-Trendreihe (internationale Definition): Eurostat/Statistik Austria

#### Frauen- und Jugendarbeitslosigkeit
2014 standen 247.012 arbeitslosen Männern 146.662 Frauen gegenüber. Bedenklich ist aber die seit Jahren anhaltende starke Zunahme an arbeitslosen Frauen. Die Zahl der arbeitslosen Jugendlichen unter 25 Jahren liegt im gleichen Zeitraum bei 54.454. Von 2000 auf 2014 hat sich die Zahl arbeitslos gemeldeter Jugendlicher unter 25 Jahren um 94,86 % von 27.945 auf 41.568 erhöht.

#### Betroffene Branchen
Am stärksten ist der Dienstleistungssektor betroffen. Viele Personen, die im Fremdenverkehr tätig waren, verloren ihre Arbeit. Weiters ist auch die Industrie betroffen, die wegen zu hoher Produktions- und Lohnkosten verstärkt in die neuen EU-Mitgliedsländer abwandert.

## Außenwirtschaft
Einen großen Einfluss auf die Entwicklung des Außenhandels hatte der traditionelle Handel mit den Ländern hinter dem ehemaligen Eisernen Vorhang, der durch die Neutralität begünstigt wurde.
2004 wurden Waren im Wert von 91,094 Milliarden Euro nach Österreich importiert, und 89,848 Mrd. Euro wurden durch Exporte erlöst, was ein Außenhandelsdefizit von rund 1,25 Mrd. Euro ergibt. Der Außenhandel konnte 2004 im Vergleich zu 2003 jedoch sowohl bei Importen (+12,5 %) als auch bei den Exporten (+13,9 %) massiv zulegen. 2003 betrug das Außenhandelsdefizit 2,09 Mrd. Euro, und 2002 konnte erstmals in der Geschichte der zweiten Republik ein Außenhandelsüberschuss, im Ausmaß von 296 Mio. Euro, erzielt werden, primär bedingt durch die in diesem Jahr erfolgte endgültige Umstellung auf den Euro.
Den größten Anteil, sowohl an Im- als auch an Exporten, haben Maschinen und Fahrzeuge, gefolgt von bearbeiteten Waren und sonstigen Fertigwaren. Den 4. Rang was Importe betrifft hat die Produktgruppe Brennstoffe & Energie, knapp gefolgt von chemischen Erzeugnissen, welche bei den Exporten den 4. Rang einnehmen. Die fünftgrößte Exportproduktgruppe ist dann Brennstoffe & Energie knapp vor Nahrungsmitteln. Diese nehmen bei den Importen den 6. Rang ein. Die weiteren Plätze sowohl bei Im- als auch Export nehmen Rohstoffe (7.), Getränke und Tabak (8.) und Öl, Fette und Wachse (9.) ein.
Den Wert des Exportzuwachses für den Arbeitsmarkt schätzt die österreichische Wirtschaftskammer (WKÖ) auf 38.500 neue Arbeitnehmer. Ziel für 2006 sei bei der WKÖ zudem das Erreichen der 100-Milliarden-Euro-Schwelle bei den Exporten, was durchaus realistisch scheint, bei jährlichen Exportwachstumsraten von durchschnittlich 8 %, was EU-weit unerreicht ist, und 5 bis 5,5 % im Jahr 2005.

### Zahlungsbilanz
Die österreichische Wirtschaft hatte immer eine positive Zahlungsbilanz, wobei bis vor einigen Jahren hauptsächlich der Fremdenverkehr eine negative Handelsbilanz wettmachte. Vor allem seit der EU-Mitgliedschaft näherte sich die Wirtschaft auch einer ausgeglichenen Handelsbilanz. Im Jahr 2004 überstiegen die Exporte um 10 % die Importe, wobei vor allem Exporte in die neuen EU-Mitgliedstaaten (auch die Beitrittskandidaten, wie Rumänien oder Bulgarien eingeschlossen) aber auch in die USA stiegen. Außerdem überstiegen 2004 erstmals die Investitionen österreichischer Unternehmen im Ausland den Wert, den ausländische Firmen in Österreich investierten. Die wichtigsten Länder, in denen Österreich investierte, waren Tschechien und Ungarn. Einen großen Anteil am Export hat die Lebensmittelindustrie in Verbindung mit der zugehörigen Landwirtschaft, wobei vor allem auf Qualität und Nischenprodukte, wie den Biolebensmitteln, gesetzt wird. So hat Österreich im Jahr 2005 erstmals mehr Lebensmittel exportiert als importiert.

### Internationale Unternehmensbeteiligungen
Folgende Tabellen zeigen die größten Übernahmen österreichischer Unternehmen im Ausland (Tabelle 1) und die größten Übernahmen von österreichischen Unternehmen im Inland (Tabelle 2).
Die größten Übernahmen mit einem österreichischen Käufer:
| Die teuersten Übernahmen/Beteiligungen an ausländischen Unternehmen von österreichischen Unternehmen Kaufpreise zum jeweiligen Zeitpunkt der Übernahme | Die teuersten Übernahmen/Beteiligungen an ausländischen Unternehmen von österreichischen Unternehmen Kaufpreise zum jeweiligen Zeitpunkt der Übernahme | Die teuersten Übernahmen/Beteiligungen an ausländischen Unternehmen von österreichischen Unternehmen Kaufpreise zum jeweiligen Zeitpunkt der Übernahme | Die teuersten Übernahmen/Beteiligungen an ausländischen Unternehmen von österreichischen Unternehmen Kaufpreise zum jeweiligen Zeitpunkt der Übernahme | Die teuersten Übernahmen/Beteiligungen an ausländischen Unternehmen von österreichischen Unternehmen Kaufpreise zum jeweiligen Zeitpunkt der Übernahme | Die teuersten Übernahmen/Beteiligungen an ausländischen Unternehmen von österreichischen Unternehmen Kaufpreise zum jeweiligen Zeitpunkt der Übernahme |
| Rang | Käufer | Kaufziel | Jahr | Zielland | Kaufpreis (in Mio. Euro) |
| --- | --- | --- | --- | --- | --- |
| 1 | Erste Bank | Banca Comerciala Romana (BCR) | 2005 | ROM | 3.751 |
| 2 | Telekom Austria | Mobiltel | 2005 | BUL | 1.600 |
| 3 | OMV | 51 % Petrom | 2004 | ROM | 1.500 |
| 4 | OMV | 34 % Petrol Ofisi | 2006 | TUR | 884 |
| 5 | Raiffeisen International | 93,5 % Bank Aval | 2005 | UKR | 836 |
| 6 | Erste Bank | Česká spořitelna | 2001 | CZE | 530 |
| 7 | Raiffeisen International | Impexbank | 2006 | RUS | max. 454 |
| 8 | Erste Bank | Slovenská sporiteľňa | 2001 | SVK | 425 |
| 9 | Erste Bank | Postabank | 2003 | HUN | 399 |
| 10 | TwoOne (Flughafen Wien) | Flughafen Bratislava und Košice | 2006 | SVK | 299 |

Die größten Übernahmen mit einem Kaufziel in Österreich:
| Die größten Übernahmen in Österreich Kaufpreis zum jeweiligen Zeitpunkt der Übernahme | Die größten Übernahmen in Österreich Kaufpreis zum jeweiligen Zeitpunkt der Übernahme | Die größten Übernahmen in Österreich Kaufpreis zum jeweiligen Zeitpunkt der Übernahme | Die größten Übernahmen in Österreich Kaufpreis zum jeweiligen Zeitpunkt der Übernahme | Die größten Übernahmen in Österreich Kaufpreis zum jeweiligen Zeitpunkt der Übernahme | Die größten Übernahmen in Österreich Kaufpreis zum jeweiligen Zeitpunkt der Übernahme |
| Rang                                                                                  | Käufer                                                                                | Kaufziel                                                                              | Jahr                                                                                  | Transaktionswert (in Mio. Euro)                                                       |                                                                                       |
| ------------------------------------------------------------------------------------- | ------------------------------------------------------------------------------------- | ------------------------------------------------------------------------------------- | ------------------------------------------------------------------------------------- | ------------------------------------------------------------------------------------- | ------------------------------------------------------------------------------------- |
| 1                                                                                     | HypoVereinsbank (D)                                                                   | BA-CA                                                                                 | 2000                                                                                  | 7.100                                                                                 |                                                                                       |
| 2                                                                                     | Cerberus (U.S.)                                                                       | BAWAG P.S.K.                                                                          | 2007                                                                                  | 3.200                                                                                 |                                                                                       |
| 3                                                                                     | Heineken (NL)                                                                         | BBAG                                                                                  | 2003                                                                                  | 1.900                                                                                 |                                                                                       |
| 4                                                                                     | Gallaher Group (GB)                                                                   | Austria Tabak                                                                         | 2001                                                                                  | 1.880                                                                                 |                                                                                       |
| 5                                                                                     | BAWAG                                                                                 | PSK                                                                                   | 2000                                                                                  | 1.270                                                                                 |                                                                                       |
| 6                                                                                     | Rewe Group (D)                                                                        | Billa                                                                                 | 1996                                                                                  | 1.100                                                                                 |                                                                                       |
| 7                                                                                     | Siemens AG (D)                                                                        | VA Tech                                                                               | 2005                                                                                  | 1.000                                                                                 |                                                                                       |

### Bedeutung Osteuropas für die österreichische Wirtschaft
Schon die österreichisch-ungarische Monarchie bildete einen Wirtschaftsraum, der das heutige Österreich mit vielen Regionen zusammenfasste, die später jenseits des Eisernen Vorhanges liegen sollten. Auf Grund der Neutralität gelang es vielen, vor allem größeren Firmen, während der Zeit des Kommunismus, diese Kontakte weiter zu pflegen und sogar neue Niederlassungen zu gründen. Dadurch zählten sie nach dem Fall des Eisernen Vorhangs zu den ersten, die ihre Vertriebswege und Produktionsstätten wesentlich in den Zentral- und Osteuropäischen Staaten (CEE) erweitern konnten, so dass Österreich heute zu den größten Investoren in neu errichteten oder in dort domizilierte Unternehmen vor allem in den direkten Nachbarländern zählt.
Unternehmen mit großer Präsenz in den Mittel- und Osteuropäischen Ländern:
Bankwesen:
- Raiffeisen International
- Erste Bank
- BAWAG P.S.K.
- Bank Austria
- Hypo Alpe-Adria-Bank

Versicherungen:
- Wiener Städtische

Handel:
- Billa
- Spar
- Julius Meinl
- Kika

Dienstleistungen:
- Telekom Austria

Industrie:
- OMV
- Egger Group (Holzverarbeitung)
- Mayr-Melnhof Karton

Aufgrund der bereits vorhandenen guten Kontakte haben viele international tätige ausländische Unternehmen die Leitung ihrer Aktivitäten in den mittel- und osteuropäischen Ländern an ihre österreichische Tochter übergeben. So zum Beispiel der deutsche Reinigungsmittelkonzern Henkel, der deutsche Kosmetikkonzern Beiersdorf, der deutsche Handelskonzern Rewe mit seiner Österreich-Tochter Rewe International, die italienische Großbank Unicredit, die ihre Osteuropa-Aktivitäten von Wien aus durch die Bank Austria Creditanstalt abwickeln wird, der niederländische Getränkekonzern Heineken mit der Österreich-Tochter Brau Union und auch der französische Baukonzern Lafarge. Auch die Assicurazioni Generali hat 2006 bekanntgegeben, ihre Tochtergesellschaften in Osteuropa künftig von Wien aus zu steuern. Aber auch viele kleinere KMU haben ihre Verkaufsniederlassungen, die für Zentral- und Osteuropa zuständig sind, nach Österreich verlegt, um von hier aus den Markt zu bearbeiten.

## Interessensvertretungen
Für die Interessen der Unternehmen setzt sich die Wirtschaftskammer Österreich (WKO) sowie die Industriellenvereinigung ein. Arbeitnehmerinteressen werden durch die Arbeiterkammer, welche auch für den Konsumentenschutz zuständig ist, sowie den Österreichischen Gewerkschaftsbund vertreten. Die zwar in den letzten Jahren in Bezug auf Unternehmen geschrumpfte Landwirtschaft wird durch die Landwirtschaftskammer vertreten.